# Emanuel Rambour
Emanuel Rambour (auch Emanuel Rambur; * 20. Juni 1908 in Berlin; † 21. Juni 1980 in Garmisch-Partenkirchen) war ein deutscher Violinist und Orchesterleiter.

## Leben
Im Kindesalter erlernte Emanuel Rambour das Geigenspiel und spielte als Jugendlicher Begleitmusik im Stummfilmkino. Nach einem Musikstudium in Berlin kam Rambour zum Orchester Bernard Etté, mit dem er 1930 eine Reise in die USA unternahm. Rambour verließ dort das Orchester und blieb über zwei Jahre in den USA. Dort war er unter anderem auch Konzertmeister im Orchester von Ernö Rapée. Nach seiner Rückkehr nach Berlin leitete Emanuel Rambour sein eigenes Orchester, mit dem er in verschiedenen Berliner Lokalen wie der „Femina“ und der „Villa d’Este“ auftrat, bevor er im Verlauf des Jahres 1933 ein Engagement als Hausorchester des noblen Hotel Kaiserhof bekam. 1935 gastierte er mit seinem Orchester im Café des Varietés „Wintergarten“. Als eines der ersten Orchester trat seines 1936 im noch jungen Medium Fernsehen auf. Rambour machte mit seinem Orchester auch zahlreiche Schallplattenaufnahmen, zuerst für das Kristall-, dann für das Tempo-Label. Die Kapelle Rambour stand 1944 in der Gottbegnadeten-Liste des Reichsministeriums für Volksaufklärung und Propaganda.
Nach dem Krieg übersiedelte Emanuel Rambour nach Garmisch-Partenkirchen, wo er bis 1959 wieder ein Orchester leitete.
Er ist auf dem Friedhof Garmisch beigesetzt.

## Diskographie (Auswahl)
- auf Kristall
  - Kristall Elektro-Record 1315 (mx. C 8793) Schattenspiele: Gavotte-Intermezzo (Fink) Salon-Orchester Emanuel Rambour vom Hotel Kaiserhof, Berlin.
  - Kristall Elektro-Record 1317 (mx. C 9299) Herbstgold (Brusso) Salon-Orchester Emanuel Rambour vom Hotel Kaiserhof, Berlin.
  - Kristall Electro-Record 1679 (mx. C 8574-1) Die Geheimnisse der Etsch : Walzer, 1. Teil (Carena) / (mx. C 8575-1) dto., 2. Teil. Salon-Orchester Emanuel Rambour vom Hotel Kaiserhof, Berlin.
  - Kristall Elektro-Record 1680 (mx. C 8796) Ballsirenen-Walzer: a. d. Operette "Die lustige Witwe" (Léhar) Salon-Orchester Emanuel Rambour vom Hotel Kaiserhof, Berlin.

- auf Tempo
  - Tempo 653 (mx. 1334) Das Fräulein Gerda : Foxtrot (Wernicke - Walter) Emanuel Rambour m. s. Orchester vom Hotel Kaiserhof, Berlin, mit Refraingesang.
  - Tempo 665 (mx. 1367) Ganz im Vertrau'n : Foxtrot (Ludwig Bernauer) Emanuel Rambour mit seinem Orchester. Gesang: Ludwig Bernauer.
  - Tempo 675 (mx. 1374) Ich bring’ dich um die Ecke - zum Autobus: Foxtrott (Peter Igelhoff - Willy Dehmel) Emanuel Rambour m. s. Orchester. Gesang: Ernst Harten.
  - Tempo 682 (mx. 1405) Es war ein Mädchen und ein Matrose : Carioca a. d. Tonfilm "Napoleon ist an allem schuld" (Franz Grothe - Willy Dehmel) Emanuel Rambour m. s. Orchester, Gesang: Ludwig Bernauer.